# Odmrazovací zařízení OZ-88

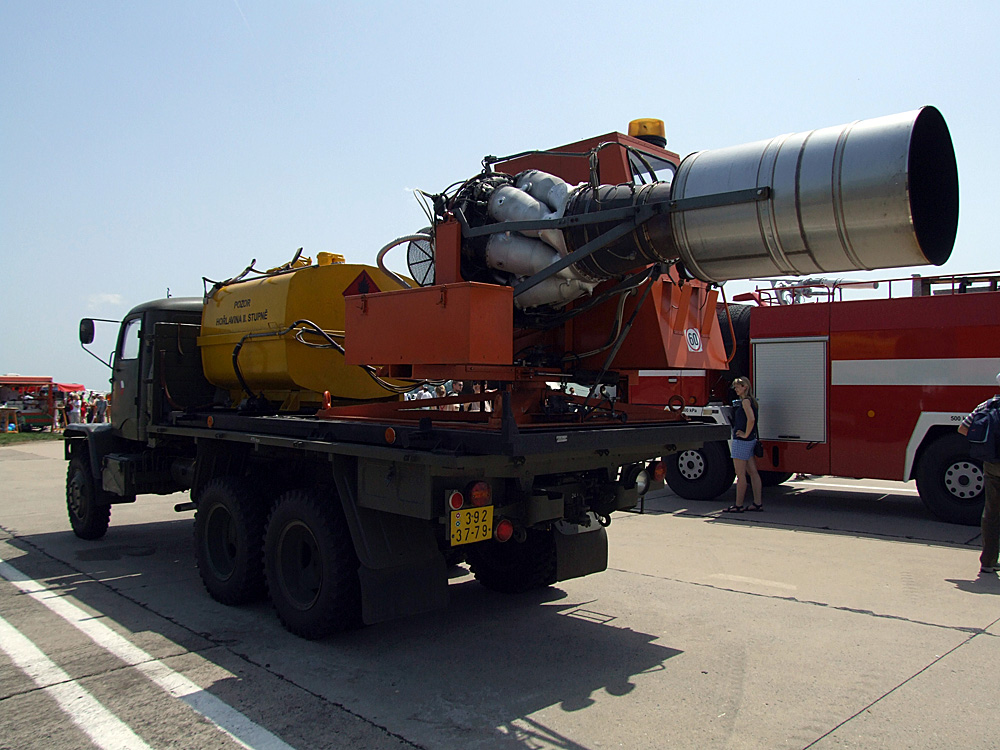

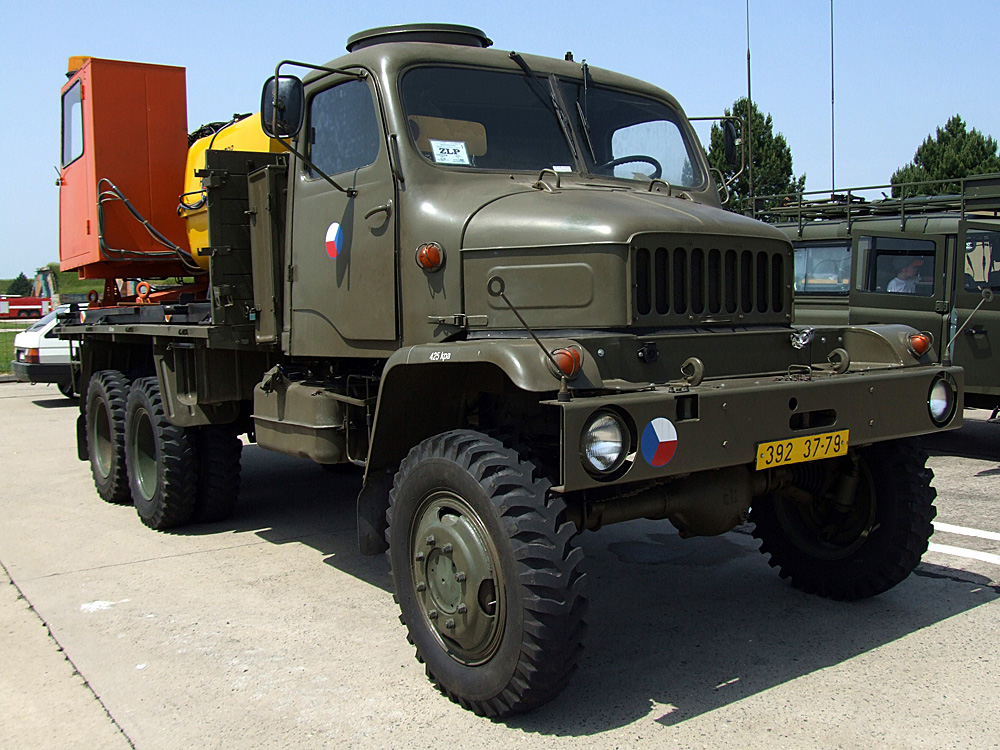

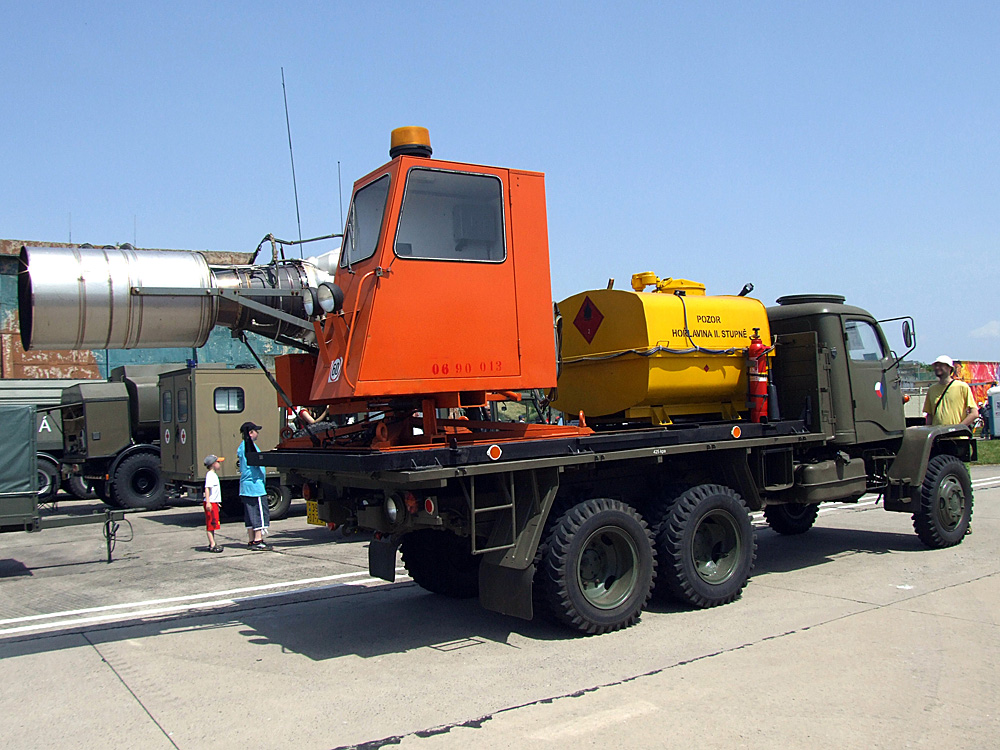

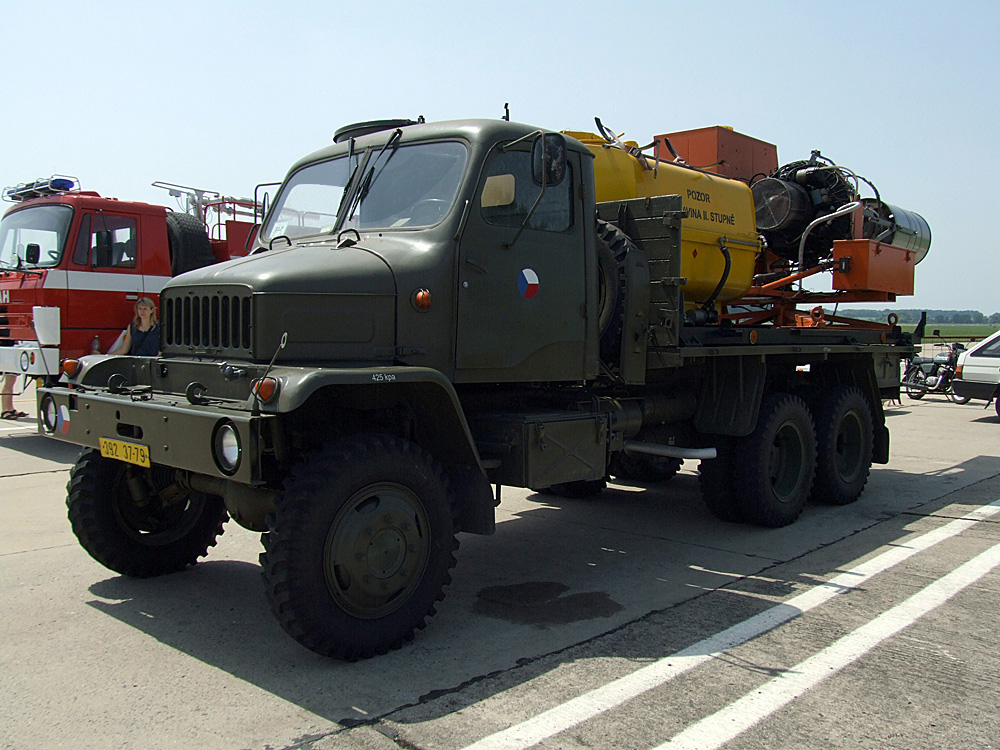

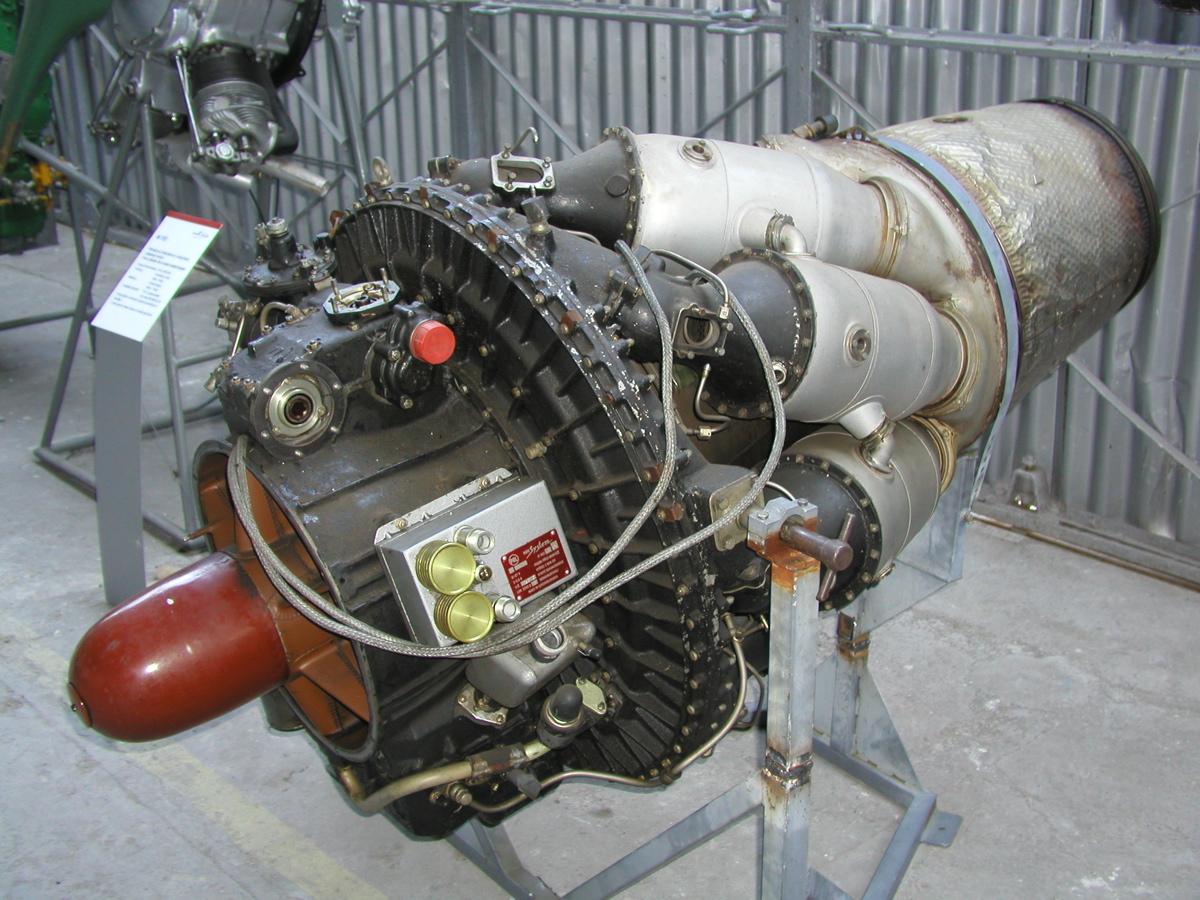

Odmrazovací zařízení OZ-88 je pojízdné zařízení určené k očistě (především) letištních ploch od napadaného sněhu a námrazy. Je postaveno na podvozku lehkého nákladního automobilu Praga V3S a využívá proudový motor Motorlet/Walter M701 případně M701C.
Pracuje na principu rozmrazování a následného odpaření sněhu a námrazy na ošetřované ploše vlivem horkých výfukových plynů z leteckého proudového motoru. Příliš vysoká teplota plynů by mohla očisťovanou plochu poškodit, ochlazení na optimální hodnotu je prováděno ředěním studeným vzduchem pomocí ejektoru. Tím se zároveň zvýší množství ohřátých plynů.

## Popis
Točna (na fotografiích oranžová část vozidla) s odmrazovacím zařízením je namontována na rámu nástavby (černá část) na podvozku lehkého nákladního automobilu Praga V3S. Součástí točny je kabina operátora, proudový motor M701/M701C) s ejektorem a skříň baterií. Točna umožňuje vychýlení motoru (pouze doprava ve směru vozidla) v rozmezí 0-90°. Vertikální vychýlení motoru je možné až o 20° nahoru nebo až o 30° dolu.
Na vozidle je dále palivová nádrž o objemu 1800 litrů (žlutá část) nebo u některých verzí 2 válcové vertikální nádrže o celkovém objemu 2000 litrů.
Použitá jednotka M701 je jednoproudý turbokompresorový motor s jednostranným odstředivým kompresorem, jednostranným vstupem a jednostupňovou plynovou turbínou. Tento motor byl používán také například v letounu Aero L-29 Delfín).

## Technické údaje

### Vozidlo
- Délka: 8480 mm
- Výška: 3270 mm
- Šířka: 2320 mm
- Hmotnost: 8880 kg
- Maximální rychlost:
  - Při přesunu: 30 km/h
  - Při práci: 10 km/h

### Zařízení
- Objem palivové nádrže: 1800 nebo 2000 litrů
- Motor: Motorlet/Walter M701 nebo M701C
- Spotřeba paliva:
  - Volnoběh: 320 l/h
  - Pracovní režim: 370–780 l/h
  - Maximální režim: 840 l/h
- Střední teplota v difuzoru:
  - Volnoběh a pracovní režim: max. 550 °C
  - Maximální režim: max. 600 °C